# Folusz (budynek)

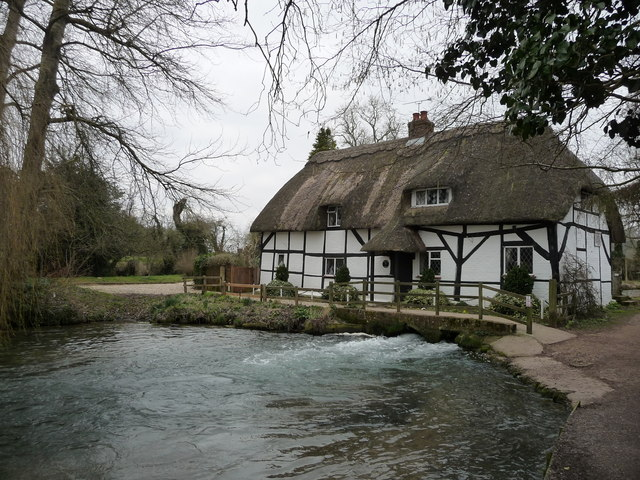
Folusz z XIII wieku z Alresford w Wielkiej Brytanii

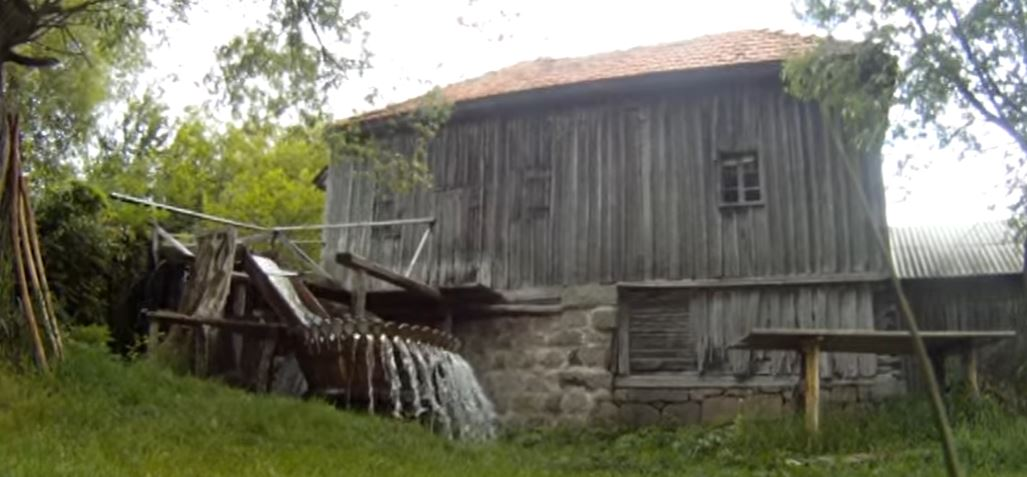
Folusz w Remetea w Rumunii

Folusz – budynek lub pomieszczenie, w którym mieści się folusz, maszyna do obróbki (folowania) sukna. Wiejski warsztat przemysłowy, zajmujący się obróbką rzadko utkanej tkaniny wełnianej w celu nadania jej spoistości sukna.

## Historia
Pierwotnie, poczynając od późnego średniowiecza, folusze istniały w pobliżu wszystkich ośrodków, w których zajmowano się produkcją tkanin wełnianych. Ponieważ wymagają one wody do napędu urządzenia foluszniczego (przy pomocy koła wodnego) oraz do zwilżania tkanin w procesie folowania, stawiano je zwykle nad odpowiednio wydajnymi ciekami. Były to z reguły niewielkie (do ok. 30 m²) budynki drewniane w terenach górskich, zwykle konstrukcji zrębowej, na nizinach często bardziej prymitywne, kryte gontem, dranicami lub strzechą. Mieściło się w nich koryto (stępa), w którym umieszczano tkaninę, system stęporów (młotów) podnoszonych rytmicznie przez wał z odpowiednio zamocowanymi klinami oraz palenisko z kotłem, w którym podgrzewano wodę z odpowiednimi dodatkami do zwilżania tkaniny. Wał napędzany był kołem wodnym, zwykle nasiębiernym, a woda doprowadzana była często specjalnie wykopaną młynówką i systemem drewnianych koryt. Praktycznie wszystkie elementy napędu również były wykonywane z drewna.
W przeciągu XIX w. na Niżu Polskim zdecydowana większość foluszy zanikła na skutek konkurencji przemysłu fabrycznego. Większa ich liczba zachowała się w rejonach górskich Karpat. W 1935 r. zarejestrowano na tych terenach czynne folusze m.in. w Roztokach pod Witowem, na Ustupie (część Zakopanego), w Podszklu na Orawie, w Jurgowie na Spiszu, w Szlachtowej koło Szczawnicy i w kilku innych wsiach.
Obecnie zabytkowe folusze oglądać można w skansenach:
- Skansen Kurpiowski im. Adama Chętnika w Nowogrodzie
- Orawski Park Etnograficzny w Zubrzycy Górnej
- Muzeum Budownictwa Ludowego w Sanoku
- Sądecki Park Etnograficzny w Nowym Sączu